# Electronic Entertainment Expo
Electronic Entertainment Expo (с англ. — «Выставка электронных развлечений», сокр. E3; c 2006 по 2008 год — E³ Media and Business Summit) — ежегодная выставка индустрии компьютерных игр, которая проводилась Entertainment Software Association (ESA). На выставке разработчики, издатели, производители программного и аппаратного обеспечения представляли компьютерные и видеоигры, игровые приставки, компьютерную электронику и аксессуары.
В отличие от Gamescom и других игровых выставок, которые также открыты для общественности, E3 являлась эксклюзивным событием в промышленной отрасли игровой индустрии. По завершении каждой выставки качество представленных продуктов оценивалось независимой комиссией, которая раздавала награды Game Critics Awards. Награждались лучшие идеи, игры, презентации и игровая электроника, а также назывались самые разочаровавшие презентации и продукты.
E3 обычно проводилась в конце мая или начале июня каждого года в Los Angeles Convention Center (LACC) в Лос-Анджелесе. В 2007 году исключительно по согласованию выставка проводилась с 11 по 13 июля в Санта-Монике.
12 декабря 2023 года было объявлено, что, в соответствии с решением Entertainment Software Association, игровая выставка E3 полностью прекратила своё существование.

## История
До E3 большинство издателей игр представляли новую продукцию на других выставках, в числе которых были Consumer Electronics Show и European Computer Trade Show.
Первая E3 была задумана IDG и одним из основателей интерактивной цифровой ассоциации Software (ныне известная как Entertainment Software Association). Это совпало с появлением нового поколения консолей, в частности с выпуском Sega Saturn, и анонсами предстоящих релизов PlayStation, Virtual Boy и Neo Geo CD. Также были опубликованы технические данные Nintendo Ultra 64 (позднее переименованная в Nintendo 64), но сама приставка не продемонстрирована.
В 2006 году учредитель E3 решил изменить формат выставки и превратить огромное шоу, посещаемое десятками тысяч людей, в закрытую конференцию для избранных представителей прессы. Однако в 2009 году выставка вернулась к прежнему формату. В 2010 году выставка вновь прошла в Los Angeles Convention Center. В 2011 году она проводилась 6—9 июня там же. В 2012 — с 4 по 7 июня также в Лос-Анджелесе. Относительно планов проведения выставки в 2013 году президент Entertainment Software Association Майкл Галахер в интервью Los Angeles Times 4 июня 2012 года сказал:

«Мы ещё ведём переговоры с городом Лос-Анджелес, но имеется ряд вопросов, которые необходимо решить. Если решить их нам не удастся, мы предполагаем перебраться куда-нибудь ещё».
Оригинальный текст (англ.)"We're still in discussions with the city of Los Angeles, but we have a number of issues that still need to be resolved. If we can't resolve them, we are preparing to go elsewhere."
Тем не менее, с 2013 года выставка также проводилась в Los Angeles Convention Center.
В 2020 году Electronic Entertainment Expo, запланированная на 9—11 июня в Лос-Анджелесе, была отменена из-за пандемии COVID-19. Из-за продолжающейся пандемии в 2021 году E3 была проведена в онлайн-формате. В 2022 году выставка была полностью отменена.
В марте 2023 года Entertainment Software Association отменила выставку Е3, которая должна была пройти с 13 по 16 июня в Лос-Анджелесе. В сентябре 2023 года в СМИ сообщали, что организаторы E3 готовятся к «перезапуску» мероприятия в 2025 году. Однако в ESA всё же не смогли найти оптимальный формат, поэтому в декабре 2023 года организаторы сообщили о закрытии выставки навсегда.

## E3/Tokyo '96
В 1996 году IDG и IDSA опробовали японскую версию E3, в рамках подготовки к всемирной серии событий, проводимой в Макухари Мессе в Токио (E3/Tokyo '96) при сотрудничестве с TV Asahi. Первоначально в числе спонсоров шоу собиралась выступить Sony Computer Entertainment, но впоследствии поддержала собственную PlayStation Expo. Sega также отказалась, оставив Nintendo в качестве единственного представителя «большой тройки» на этом шоу. Выставка проводилась в период с 1 по 4 ноября 1996 года, но в сочетании с несколькими другими игровыми выставками, также отсутствие поддержки со стороны японских производителей привело к тому, что явка была плохой и впоследствии E3/Tokyo больше не проводили.

## Даты проведения выставки
- E3 1995, 11—13 мая (Лос-Анджелес)
- E3 1996, 16—18 мая (Лос-Анджелес)
- E3 1997, 19—21 июня (Атланта)
- E3 1998, 28—30 мая (Атланта)
- E3 1999, 13—15 мая (Лос-Анджелес)
- E3 2000, 11—13 мая (Лос-Анджелес)
- E3 2001, 16—18 мая (Лос-Анджелес)
- E3 2002, 22—24 мая (Лос-Анджелес)
- E3 2003, 14—16 мая (Лос-Анджелес)
- E3 2004, 12—14 мая (Лос-Анджелес)
- E3 2005, 18—20 мая (Лос-Анджелес)
- E3 2006, 10—12 мая (Лос-Анджелес)
- E3 2007, 11—13 июля (Санта-Моника)
- E3 2008, 15—17 июля (Лос-Анджелес)
- E3 2009, 2—4 июня (Лос-Анджелес)
- E3 2010, 15—17 июня (Лос-Анджелес)
- E3 2011, 7—9 июня (Лос-Анджелес)
- E3 2012, 5—7 июня (Лос-Анджелес)
- E3 2013, 10—13 июня (Лос-Анджелес)
- E3 2014, 9—12 июня (Лос-Анджелес)
- E3 2015, 16—18 июня (Лос-Анджелес)
- E3 2016, 12—14 июня (Лос-Анджелес)
- E3 2017, 13—15 июня (Лос-Анджелес)[14]
- E3 2018, 9—12 июня (Лос-Анджелес)
- E3 2019, 11—13 июня (Лос-Анджелес)
- E3 2021, 12—15 июня (онлайн)